# 克里斯蒂娜·马格努森
克里斯蒂娜·马格努森（Christine Magnuson，1985年10月17日—），美国女子游泳运动员。她曾参加2008年夏季奥林匹克运动会，并在女子100米蝶泳和女子4×100米混合泳接力项目上各收获一枚银牌。